# Дніпровський буровугільний басейн
Дніпровський буровугільний басейн — розташований на території Житомирської, Вінницької, Київської, Черкаської, Кіровоградської, Запорізької і Дніпропетровської, частково Полтавської, Миколаївської та Херсонської областей України.

## Історія
За роки освоєння Дніпробасу накопичений значний геологічний матеріал території вугільного басейну та вугільних покладів зокрема. Перший етап охоплює проміжок часу з кінця XVII ст. і до кінця ХІХ ст. Найбільш важливі роботи на той час були написані видатними дослідниками: німецьким природодослідником Й. А. Гюльденштедтом (1745–1781), німецьким та російським натуралістом, геологом П.-С. Палласом (1741–1811), геологом М. П. Барботом де Марні (1829–1877), французьким натуралістом Ф. Дюбуа де Монперером (1798–1850), дослідником і організатором гірничої справи Л. П. Долинським (1839–1892), російським геологом В. О. Домгером (1851–1885), Р. А. Пренделем, І. Ф. Шмальгаузеном та ін. В їх працях відображені відомості про перші знахідки бурого вугілля в центральній частині України, виконані перші геологічні дослідження та відкриті родовища, складено карти.
До другого етапу можна віднести період геолого-знімальних робіт, які дозволили систематизувати фактичний матеріал. Серед узагальнюючих робіт можна виділити, як найбільш цінні — М. О. Соколова (1893), А. В. Фааса (1913), В. І. Лучицького та Б. Л. Личкова (1930), В. М. Чирвінського та В. Т. Сябряя (1934–1935), І. Е. Вальц та М. В. Чирвінської (1937), І. Є. Слензака (1946) та інші. В їх роботах обґрунтовані дані геологічної будови басейну та вік вугільних покладів, відкрито ряд родовищ, перші спроби вуглепетрографічних, вуглехімічних досліджень та визначення генезису вугілля, складені карти.
До третього етапу можна віднести період, в який розпочинається проведення крупномасштабної геологічної зйомки, розгортаються детальні пошуково-розвідувальні роботи на багатьох родовищах басейну, вивчення вугільних покладів окремих родовищ, що й знайшло відображення в узагальнюючих монографіях В. Т. Сябряя (1958, 1959), О. П. Агулова, А. М. Алексєєва, М. Я. Бариша та інші (1961), під редакцією П. Г. Нестеренка (1963). Виконується ряд робіт в окремих напрямах вивчення вугілля та вугленосних товщ: на основі стратиграфічного та палінологічного вивчення вугільних товщ — Є. М. Матвієнко (1965), петрографічне вивчення — О. М. Ігнатченко та Л. Б. Зайцева (1973, 1978), А. А. Міхеліс (1965–1990), І. Н. Дроздова (1969—1989), С. В. Коваленко (1992), бітумінозність вугілля — М. О. Самарін (1976), О. М. Ігнатченко та Л. Б. Зайцева (1978), Н. Б. Сєрова (1976–1982), палеогеографічні умови — В. М. Нагірний (1965–1978), В. Т. Сябряй (1958, 1959) С. А. Гурідов (1987), С. В. Сябряй та інші (2005).
Монографія «Дніпровський буровугільний басейн» А. Я. Радзівілла, С. А. Гурідова, М. О. Самаріна та ін. (1987) та звіт «Вплив морфології та генезису буровугільних пластів на гірничо-геологічні умови їх розробки» ДП «Центрукргеологія» відповідальний виконавець В. М. Музика (2005) — узагальнюючі роботи останніх років.

## Загальна характеристика
Виявлено близько 200 родовищ і вуглепроявів бурого вугілля. Площа 150 тис. км². Розвідані запаси бурого вугілля близько 3 млрд т, з них придатні для відкритої розробки 0,5 млрд т. Промисловий центр видобутку — м.Олександрія. Пром. вугленосність пов'язана з палеогеновими відкладами в кристалічних породах Українського масиву. Залягає вугілля у вигляді одного або кількох пластів потужністю від кількох сантиметрів до 18 м (основних — 2–6 м) на глибині 10–120 м. Вміст вуглецю 60–69 %, теплота згоряння 1800–1900 ккал/кг. Розробляється 9 родовищ, промислове значення мають 30 родовищ. Вологість вугілля 54–58 %, зольність 15–30 %, масова частка S 3–4 %, нижча питома теплота згоряння (Q) 5,0–9,2 МДж/кг.
Глибина залягання вугільних пластів від 10 до 150 м, вугілля м'яке буре (Б1) гумітове і гуміто-ліптобіолітове з наступною характеристикою:
- Вологість робочого палива (Wr) 55–58 %,
- Вологість аналітичної проби (Wa) 10–14 %,
- Зольність сухого палива (Ad) 15–25 %,
- 3агальний вміст сірки в сухому паливі (Std) 2,5–,0 %,
- Вміст вуглецю в сухому беззольному паливі (Cdaf) 66–70 %
- Вміст водню в сухому беззольному паливі (Hdaf) 5,8–6,3 %,
- Вміст азоту в сухому беззольному паливі (Ndaf) 0,8–0,9 %,
- Вміст кисню в сухому беззольному паливі (Odaf) 18,5–22,5 %,
- Вихід летких із сухого беззольного палива (Vdaf) 58–61 %,
- Нижча теплота згоряння робочого палива (Qhr) 7,5–8,0 МДж/кг,
- Вихід безводного екстракту із сухого палива (Bd) 2–18 %,
- Вихід первинних смол із сухого палива (Td) 5–25 %.

## Стан, запаси і технологія розробки на початку XXI ст
Дніпровський буровугільний басейн має 27 родовищ на території 5 центральних областей України.
Видобуток вугілля відкритим і підземним способами.
Балансові запаси — 2,24 млрд т, у тому числі для відкритих робіт — понад 500 млн т. Підготовлено до експлуатації 8 родовищ сумарною потужністю 115 млн т, з них 4 для відкритої розробки.
У межах Дніпровсько-Донецької западини відомі Сула-Удайське в Полтавській області і Ново-Дмитрівське в Харківській області родовища бурого вугілля із загальними балансовими запасами близько 900 млн т, з яких 570 млн т придатні для відкритої розробки. За своїми характеристиками вугілля цих родовищ аналогічне вугіллю Дніпровського буровугільного басейну. Вугільні пласти потужністю 3–4 м залягають на глибині 15–100 м.